# خوان آگودلو
خوان آگودلو (اسپانیایی: Juan Agudelo‎؛ زاده ۲۳ نوامبر ۱۹۹۲) یک بازیکن فوتبال اهل ایالات متحده آمریکا است که در پست مهاجم برای تیم سن آنتونیو بازی می‌کند.
او در کلمبیا به دنیا آمد و به عنوان نماینده تیم ملی ایالات متحده بود.

## تیم ملی
وی همچنین در تیم ملی فوتبال ایالات متحده آمریکا بازی کرده است.